# Чемпионат мира по биатлону среди юниоров 2010
44-й чемпионат мира по биатлону среди юниоров и 9-й среди юношей и девушек состоялся в шведском Турсбю (лен Вермланд) с 27 января по 2 февраля 2010 года.
Соревнования прошли среди юношей и девушек (до 19 лет), и юниоров и юниорок (до 21 года). Всего разыграно 16 комплектов медалей, по 4 в индивидуальной гонке, спринте, преследовании, эстафете.

## Участники
Сборная России

Главный тренер — Валерий Польховский
| Девушки: - Елена Баданина - Ольга Галич - Анастасия Михайлова - Маргарита Филиппова - Наталья Шалаева | Юноши: - Александр Логинов - Роман Морозов - Яков Некрасов - Александр Печёнкин - Иван Пичужкин | Юниорки: - Яна Гринева - Анастасия Калина - Лариса Кузнецова - Екатерина Речкалова - Светлана Перминова | Юниоры: - Вячеслав Акимов - Дмитрий Кононов - Евгений Петров - Назир Рабаданов - Андрей Тургенев |

Сборная Германии
| Девушки: - не заявлены | Юноши: - Йоханнес Кюн | Юниорки: - Марен Хаммершмидт - Янин Хаммершмидт - Николь Вёцель - Каролин Хорхлер - Мириам Берингер | Юниоры: - Феликс Шустер - Бенедикт Долль - Петер Хоффманн - Том Барт - Мануэль Мюллер |

Сборная Норвегии
| Девушки: - Текла Брун-Лье - Хильде Фенне - Мэрион Роннинг-Хубер - Анне-Тине Марксет | Юноши: - Ветле Шостад Кристиансен - Кристиан Руд Несхейм - Krisoffer Langøien Skjelvik - Эрлинг Олвик | Юниорки: - Тириль Эккхофф - Мария Хов - Кайя-Вёйен Николайсен - Ада Ринген - Сюннёва Сулемдал | Юниоры: - Эрленн Бьёнтегор - Томас Фенне - Ким Андре Лангорген - Вегар Бергли - Øyvind Gismervik |

## Результаты соревнований

### Юноши и девушки (до 19 лет)
| Гонка                                                                                  | Юноши | Девушки |
| Индивидуальная гонка 1. 27 января 2010 Юноши: 12,5 км 2. 28 января 2010 Девушки: 10 км | 1. Мартин Майер 38:15.2 (0) 2. Александр Печёнкин +25.1 (3) 3. Ветле Шостад Кристиансен +1:03.9 (3) 4. Руд Несхейм 5. Иван Пичужкин 6. Йоханнес Кюн 7. Флоран Клод 8. Яков Некрасов Протоколы ● Видео пресс-конференции призёров (недоступная ссылка)               | 1. Ольга Галич 33:35.7 (2) 2. Елена Баданина +1:25.4 (2) 3. Роз-Мари Коте +1:46.8 (0) 4. Текла Брун-Ли 5. Ирина Кривко 6. Алексия Руннгальдье 7. Моника Хойниш 8. Мария Буковска Протоколы ● Видео пресс-конференции призёров (недоступная ссылка)  |
| Спринт 1. 30 января 2010 Юноши: 7,5 км 2. 30 января 2010 Девушки: 6 км                 | 1. Йоханнес Кюн 20.10,4 (1) 2. Александр Печёнкин +29,5 (2) 3. Ветле Шостад Кристиансен +52,2 (2) 4. Иван Пичужкин 5. Александр Логинов 6. Руд Несхейм 7. Алексей Абромчук 8. Димитр Герджиков Протоколы ● Видео пресс-конференции призёров (недоступная ссылка)    | 1. Елена Баданина 18:28.1 (0) 2. Ингела Андерссон +17,0 (1) 3. Моника Хойниш +21,4 (1) 4. Ирина Кривко 5. Дарья Нестерчик 6. Алексия Руннгальдье 7. Юлия Бригинец 8. Шардина Слоф Протоколы ● Видео пресс-конференции призёров (недоступная ссылка) |
| Гонка преследования 1. 31 января 2010 Юноши: 10 км 2. 31 января 2010 Девушки: 7,5 км   | 1. Александр Печёнкин 27.34,4 (1) 2. Йоханнес Кюн +18,7 (4) 3. Иван Пичужкин +20,1 (3) 4. Александр Логинов 5. Ветле Шостад Кристиансен 6. Флоран Клоде 7. Александр Дорожка 8. Бенджамин Плакнер Протоколы ● Видео пресс-конференции призёров (недоступная ссылка) | 1. Елена Баданина 26:26.5 (2) 2. Ингела Андерссон +5,5 (3) 3. Моника Хойниш +11,5 (3) 4. Анне-Тине Марксет 5. Ольга Галич 6. Юлия Бригинец 7. Ирина Кривко 8. Мария Буковска Протоколы ● Видео пресс-конференции призёров (недоступная ссылка)      |
| Эстафета 1. 2 февраля 2010 Юноши: 3х7,5 км 2. 2 февраля 2010 Девушки: 3х6 км           | 1. Россия 1:04:24.3 (0+15) (Логинов, Пичужкин, Печёнкин) 2. Франция +1:01.3 (0+8) (Гигонна, Клоде, Дестье) 3. Норвегия +1:43.3 (0+14) (Руд Несхейм, Олвик, Кристиансен) 4. Финляндия 5. Беларусь 6. Австрия Протоколы                                               | 1. Норвегия 57:45.6 (0+4) (Брун-Ли, Роннинг-Хубер, Марксет) 2. Россия +23.9 (1+12) (Баданина, Шалаева, Галич) 3. Беларусь +40.2 (0+2) (Кривко, Москаленко, Нестерчик) 4. Канада 5. Украина 6. Польша Протоколы                                      |

### Юниоры и юниорки (до 21 года)
| Гонка                                                                                   | Юниоры | Юниорки |
| Индивидуальная гонка 1. 27 января 2010 Юниоры: 15 км 2. 28 января 2010 Юниорки: 12,5 км | 1. Ян Гигонне 43:11.3 (1) 2. Микаэль Галасси +39.8 (3) 3. Том Барт +48.1 (0) 4. Бенедикт Долль 5. Ондржей Экслер 6. Доминик Виндиш 7. Марио Дольдер 8. Владимир Оленишко Протоколы                                                             | 1. Река Ференц 42:05.1 (0) 2. Каролин Хорхлер +1:01.3 (0) 3. Лесли Мерсье +1:15.0 (1) 4. Анастасия Калина 5. Лариса Кузнецова 6. Доротея Вирер 7. Кристель Вийгипуу 8. Софи Буалле Протоколы                                                                    |
| Спринт 1. 30 января 2010 Юниорки: 7,5 км 2. 30 января 2010 Юниоры: 10 км                | 1. Евгений Петров 25:12.5 (0) 2. Мануэль Мюллер +2.0 (1) 3. Том Барт +39.4 (1) 4. Матье Сушаль 5. Бенедикт Долль 6. Лейф Нордгрен 7. Петер Хоффман 8. Реми Боржо Протоколы ● Видео пресс-конференции призёров (недоступная ссылка)             | 1. Марен Хаммершмидт 22:56.6 (0) 2. Софи Буалле +17.0 (1) 3. Сюннёва Сулемдал +43,5 (3) 4. Анастасия Калина 5. Кайя-Вёйен Николайсен 6. Кристель Вийгипуу 7. Мириам Берингер 8. Лариса Кузнецова Протоколы                                                      |
| Гонка преследования 1. 31 января 2010 Юниоры: 12,5 км 2. 31 января 2010 Юниорки: 10 км  | 1. Мануэль Мюллер 35:38.3 (1) 2. Владимир Оленишко +50.1 (3) 3. Евгений Петров +50.6 (5) 4. Матье Сушаль 5. Лейф Нордгрен 6. Ян Гигонне 7. Андрей Тургенев 8. Доминик Виндиш Протоколы ● Видео пресс-конференции призёров (недоступная ссылка) | 1. Софи Буалле 31:48.9 (3) 2. Анастасия Калина +22,1 (0) 3. Сюннёва Сулемдал +33,4 (5) 4. Марен Хаммершмидт 5. Лариса Кузнецова 6. Кайя-Вёйен Николайсен 7. Река Ференц 8. Светлана Перминова Протоколы ● Видео пресс-конференции призёров (недоступная ссылка) |
| Эстафета 1. 2 февраля 2010 Юниоры: 4х7,5 км 2. 2 февраля 2010 Юниорки: 3х6 км           | 1. Германия 1:25:15.2 (0+12) (Барт, Кюн, Долль, Мюллер) 2. Франция +1:19.3 (0+7) (Боржо, Сушаль, Эрхарт, Я. Гигонне) 3. Россия +1:34.8 (2+9) (Рабаданов, Петров, Тургенев, Кононов) 4. Австрия 5. Швеция 6. Беларусь Протоколы                 | 1. Россия 55:28.2 (0+3) (Кузнецова, Перминова, Калина) 2. Норвегия +29.7 (0+3) (Николайсен, Хов, Сулемдал) 3. Германия +29.9 (0+6) (Берингер, Хаммершмидт, Вётцель) 4. Франция 5. Беларусь 6. Болгария Протоколы                                                |

## Таблица медалей
| Место | Страна   |   |   |   | Всего |
| ----- | -------- | - | - | - | ----- |
| 1     | Россия   | 7 | 5 | 3 | 15    |
| 2     | Германия | 4 | 3 | 3 | 10    |
| 3     | Франция  | 2 | 3 | 1 | 6     |
| 4     | Норвегия | 1 | 1 | 5 | 7     |
| 5—6   | Австрия  | 1 | 0 | 0 | 1     |
| 5—6   | Румыния  | 1 | 0 | 0 | 1     |
| 7     | Швеция   | 0 | 2 | 0 | 2     |
| 8     | Беларусь | 0 | 1 | 1 | 2     |
| 9     | Италия   | 0 | 1 | 0 | 1     |
| 10    | Польша   | 0 | 0 | 2 | 2     |
| 11    | Канада   | 0 | 0 | 1 | 1     |